# Brouennes
Brouennes est une commune française située dans le département de la Meuse, en région Grand Est.

## Géographie

### Localisation
Le village de Brouennes se trouve dans le nord du département de la Meuse, à la limite du département des Ardennes.
,
Le territoire de la commune est limitrophe de huit autres communes dont une dans les Ardennes :
| Nepvant | Lamouilly Bièvres (dans les Ardennes) | Chauvency-Saint-Hubert |
|         | Brouennes                             | Chauvency-le-Château   |
| Stenay  | Baâlon                                | Quincy-Landzécourt     |

### Hydrographie
La commune est dans le bassin versant de la Meuse au sein du bassin Rhin-Meuse. Elle est drainée par la Chiers, le ruisseau de Baalon et le ruisseau de Bievre,.
La Chiers, d'une longueur de 127 km, prend sa source dans la commune de Mont-Saint-Martin et se jette  dans la Meuse à Remilly-Aillicourt, après avoir traversé 46 communes. Les caractéristiques hydrologiques de la Chiers sont données par la station hydrologique située sur la commune de Chauvency-le-Château. Le débit moyen mensuel est de 22 m3/s. Le débit moyen journalier maximum est de 272 m3/s, atteint lors de la crue du 21 décembre 1993. Le débit instantané maximal est quant à lui de 336 m3/s, atteint le 23 janvier 1995.

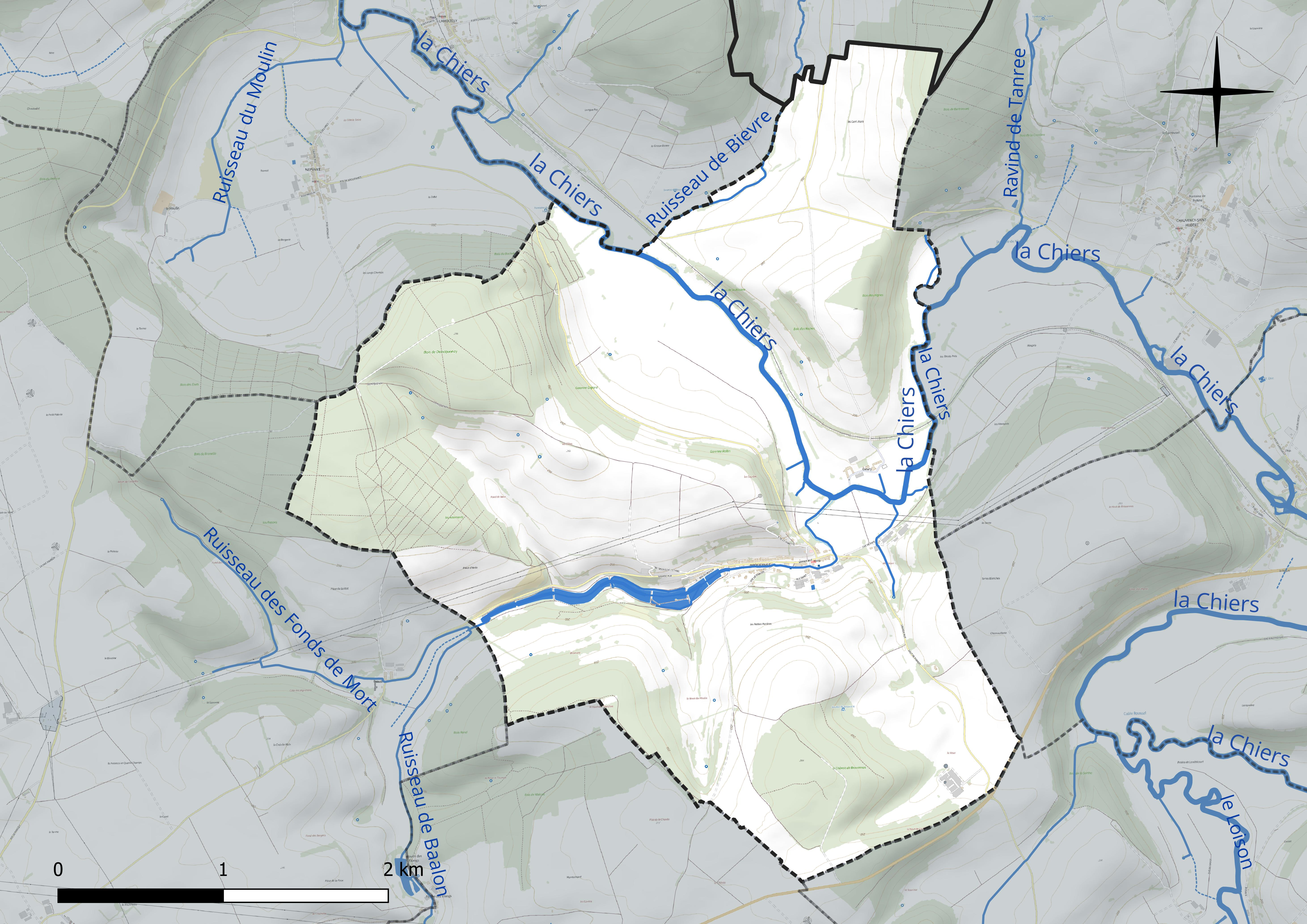
Réseau hydrographique de Brouennes.

### Climat
Pour des articles plus généraux, voir Climat du Grand Est et Climat de la Meuse.
En 2010, le climat de la commune est de type climat de montagne, selon une étude du Centre national de la recherche scientifique s'appuyant sur une série de données couvrant la période 1971-2000. En 2020, Météo-France publie une typologie des climats de la France métropolitaine dans laquelle la commune est exposée à un climat océanique altéré et est dans la région climatique  Lorraine, plateau de Langres, Morvan, caractérisée par un hiver rude (1,5 °C), des vents modérés et des brouillards fréquents en automne et hiver.
Pour la période 1971-2000, la température annuelle moyenne est de 9,4 °C, avec une amplitude thermique annuelle de 15,6 °C. Le cumul annuel moyen de précipitations est de 940 mm, avec 13,8 jours de précipitations en janvier et 9,6 jours en juillet. Pour la période 1991-2020, la température moyenne annuelle observée sur la station météorologique de Météo-France la plus proche, « Mouzay », sur la commune de Mouzay à 7 km à vol d'oiseau, est de 10,6 °C et le cumul annuel moyen de précipitations est de 789,5 mm. 
La température maximale relevée sur cette station est de 40,4 °C, atteinte le 24 juillet 2019 ; la température minimale est de −15,3 °C, atteinte le 20 décembre 2009,,.
Les paramètres climatiques de la commune ont été estimés pour le milieu du siècle (2041-2070) selon différents scénarios d'émission de gaz à effet de serre à partir des nouvelles projections climatiques de référence DRIAS-2020. Ils sont consultables sur un site dédié publié par Météo-France en novembre 2022.

## Urbanisme

### Typologie
Au 1er janvier 2024, Brouennes est catégorisée commune rurale à habitat dispersé, selon la nouvelle grille communale de densité à sept niveaux définie par l'Insee en 2022.
Elle est située hors unité urbaine et hors attraction des villes,.

### Occupation des sols
L'occupation des sols de la commune, telle qu'elle ressort de la base de données européenne d’occupation biophysique des sols Corine Land Cover (CLC), est marquée par l'importance des territoires agricoles (69 % en 2018), une proportion sensiblement équivalente à celle de 1990 (68,7 %). La répartition détaillée en 2018 est la suivante :
terres arables (37,7 %), forêts (27,6 %), prairies (26,2 %), zones agricoles hétérogènes (5,1 %), milieux à végétation arbustive et/ou herbacée (3,5 %). L'évolution de l’occupation des sols de la commune et de ses infrastructures peut être observée sur les différentes représentations cartographiques du territoire : la carte de Cassini (XVIIIe siècle), la carte d'état-major (1820-1866) et les cartes ou photos aériennes de l'IGN pour la période actuelle (1950 à aujourd'hui).

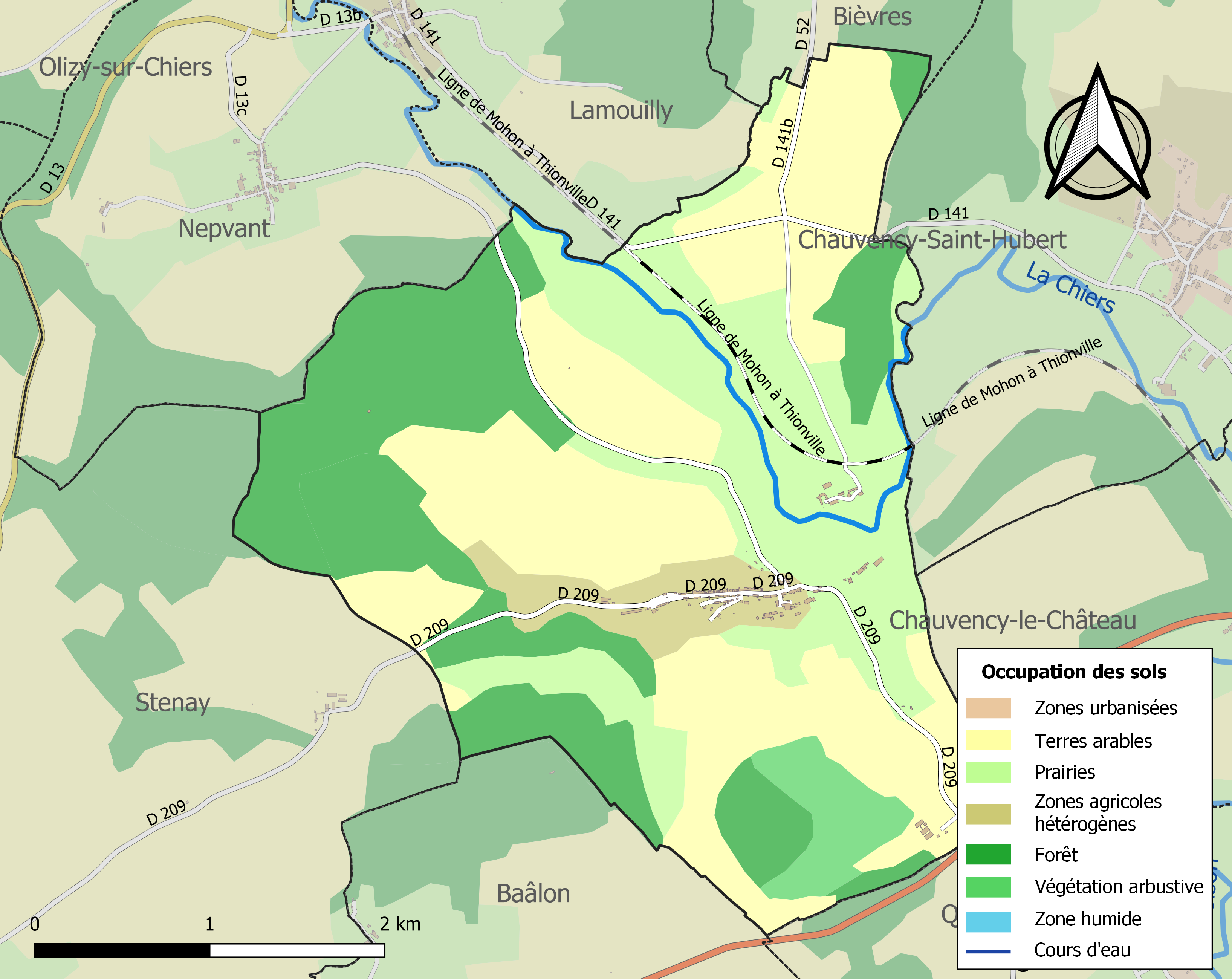
Carte des infrastructures et de l'occupation des sols de la commune en 2018 (CLC).

## Toponymie
La première mention connue du village est Bruennæ en 955.
D'autres noms sont à signaler, : Bruenna (1157) ; Brovanne (1464) ; Broüaine (1571) ; Brouayne (1586) ; Brouaine (1586) ; Broueenne (1586) ; Brouënne (1604) ; Brovaine (1632) ; Brovene (1656) ; Brouaine (1793) ; Brouenne (1801).
Du gaulois broga « pays limite », suivi de -enna.

## Histoire
Elle était rattachée au diocèse de Trèves (archid. de Longuyon et doyenné d'Yvois).
Le hameau de Ginvry fut érigé en baronnie en 1685 et était sous la coutume de Luxembourg-Chiny, dans la prévôté bailliagère de Montmédy.

## Politique et administration
| Période                                  | Période   | Identité                                     | Étiquette | Qualité      |
| ---------------------------------------- | --------- | -------------------------------------------- | --------- | ------------ |
| Les données manquantes sont à compléter. |           |                                              |           |              |
|                                          |           | Nicolas Michel (1765-1842)                   |           |              |
| mars 2001                                | mars 2008 | Annie Kazuk                                  |           |              |
| mars 2008                                | En cours  | Bernard Kazuk Réélu pour le mandat 2020-2026 |           | Ancien cadre |

## Population et société

### Démographie

#### Évolution démographique
L'évolution du nombre d'habitants est connue à travers les recensements de la population effectués dans la commune depuis 1793. Pour les communes de moins de 10 000 habitants, une enquête de recensement portant sur toute la population est réalisée tous les cinq ans, les populations de référence des années intermédiaires étant quant à elles estimées par interpolation ou extrapolation. Pour la commune, le premier recensement exhaustif entrant dans le cadre du nouveau dispositif a été réalisé en 2004.

En 2022, la commune comptait 161 habitants, en évolution de +8,78 % par rapport à 2016 (Meuse : −4,4 %, France hors Mayotte : +2,11 %).
| 1793 | 1800 | 1806 | 1821 | 1831 | 1836 | 1841 | 1846 | 1851 |
| ---- | ---- | ---- | ---- | ---- | ---- | ---- | ---- | ---- |
| 488  | 487  | 485  | 474  | 560  | 584  | 572  | 587  | 591  |

| 1856 | 1861 | 1866 | 1872 | 1876 | 1881 | 1886 | 1891 | 1896 |
| ---- | ---- | ---- | ---- | ---- | ---- | ---- | ---- | ---- |
| 557  | 555  | 585  | 507  | 479  | 492  | 475  | 437  | 405  |

| 1901 | 1906 | 1911 | 1921 | 1926 | 1931 | 1936 | 1946 | 1954 |
| ---- | ---- | ---- | ---- | ---- | ---- | ---- | ---- | ---- |
| 376  | 357  | 318  | 266  | 253  | 243  | 241  | 179  | 183  |

| 1962 | 1968 | 1975 | 1982 | 1990 | 1999 | 2004 | 2006 | 2009 |
| ---- | ---- | ---- | ---- | ---- | ---- | ---- | ---- | ---- |
| 169  | 167  | 155  | 148  | 160  | 145  | 160  | 174  | 158  |

| 2014 | 2019 | 2022 | - | - | - | - | - | - |
| ---- | ---- | ---- | - | - | - | - | - | - |
| 149  | 153  | 161  | - | - | - | - | - | - |

#### Pyramide des âges
La population de la commune est relativement jeune.
En 2018, le taux de personnes d'un âge inférieur à 30 ans s'élève à 36,6 %, soit au-dessus de la moyenne départementale (32,4 %). À l'inverse, le taux de personnes d'âge supérieur à 60 ans est de 28,8 % la même année, alors qu'il est de 29,6 % au niveau départemental.
En 2018, la commune comptait 80 hommes pour 71 femmes, soit un taux de 52,98 % d'hommes, largement supérieur au taux départemental (49,51 %).
Les pyramides des âges de la commune et du département s'établissent comme suit.
| Hommes | Classe d’âge | Femmes |
| ------ | ------------ | ------ |
| 1,2    | 90 ou +      | 1,4    |
| 8,6    | 75-89 ans    | 5,6    |
| 21,0   | 60-74 ans    | 19,4   |
| 18,5   | 45-59 ans    | 16,7   |
| 16,0   | 30-44 ans    | 18,1   |
| 16,0   | 15-29 ans    | 18,1   |
| 18,5   | 0-14 ans     | 20,8   |

| Hommes | Classe d’âge | Femmes |
| ------ | ------------ | ------ |
| 0,8    | 90 ou +      | 2,2    |
| 7,6    | 75-89 ans    | 11     |
| 20,2   | 60-74 ans    | 20,5   |
| 20,6   | 45-59 ans    | 20     |
| 17,4   | 30-44 ans    | 16,8   |
| 16,7   | 15-29 ans    | 13,6   |
| 16,8   | 0-14 ans     | 15,8   |

## Culture locale et patrimoine

### Lieux et monuments

#### Édifices religieux
- Église Saint-Hilaire (XIIe siècle).

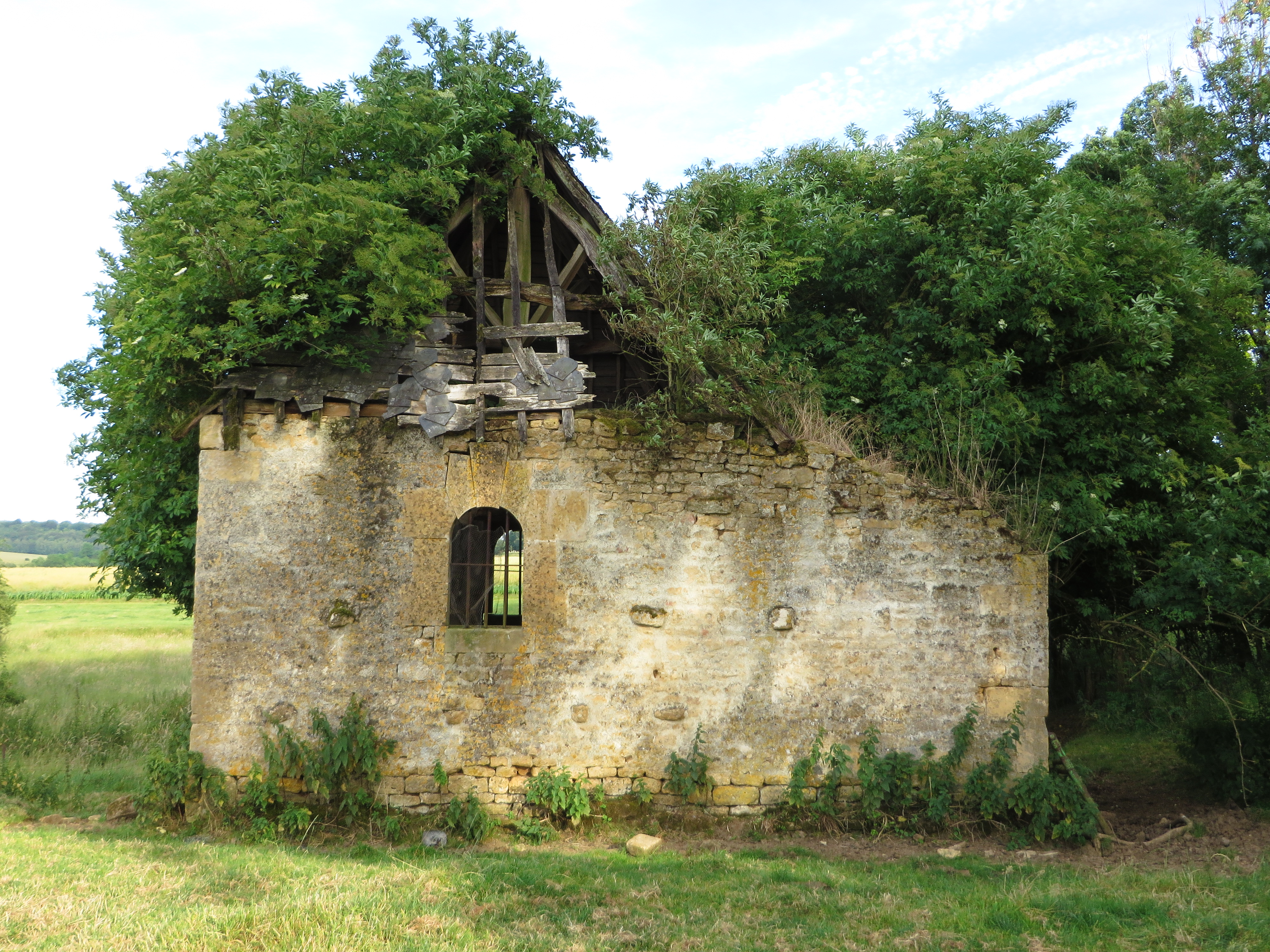
Chapelle Saint-Pierre.

- Ruines de la chapelle Saint-Pierre (Garenne Capard).

### Héraldique
| Blason de Brouennes | Blason  | D'or au chevron d'azur accompagné en chef de deux dés à coudre du même et en pointe d'une triquetra de gueules ; au chef de gueules chargé d'une tournelle de quatre merlons d'or. Ornements extérieursCroix de guerre 1914-1918 |
| Blason de Brouennes | Détails | - L'or et le gueules soulignent que le village est situé en Lorraine et l'azur rappelle qu'il a été rattaché initialement au duché de Bar. - Le chevron d'azur est celui des armes du baron Jean de Maret de la Loge, dernier seigneur local sous l'Ancien Régime, et qui portait : « d'argent au chevron d'azur accompagné de trois bourses du même ». - Le crénelage de quatre merlons représente les châteaux forts de jadis. - La triquetra de gueules (ou nœud de la trinité) évoque saint Hilaire de Poitiers († 367), auquel l'église de Brouennes est dédiée. - Les deux dés représentent l'activité de broderie qui a employé jusqu'à une soixantaine de personnes au début du XXe siècle. Création Robert A. Louis et Dominique Lacorde, adoptée le 12 février 2021. |